# Desmona mono
Desmona mono là một loài Trichoptera trong họ Limnephilidae. Chúng phân bố ở miền Tân bắc.